# Kanton Rugles
Kanton Rugles (fr. Canton de Rugles) je francouzský kanton v departementu Eure v regionu Horní Normandie. Skládá se ze 16 obcí.

## Obce kantonu
- Ambenay
- Bois-Anzeray
- Bois-Arnault
- Bois-Normand-près-Lyre
- Les Bottereaux
- Chaise-Dieu-du-Theil
- Chambord
- Champignolles
- Chéronvilliers
- La Haye-Saint-Sylvestre
- Juignettes
- La Neuve-Lyre
- Neaufles-Auvergny
- Rugles
- Saint-Antonin-de-Sommaire
- La Vieille-Lyre